# Georges Geefs

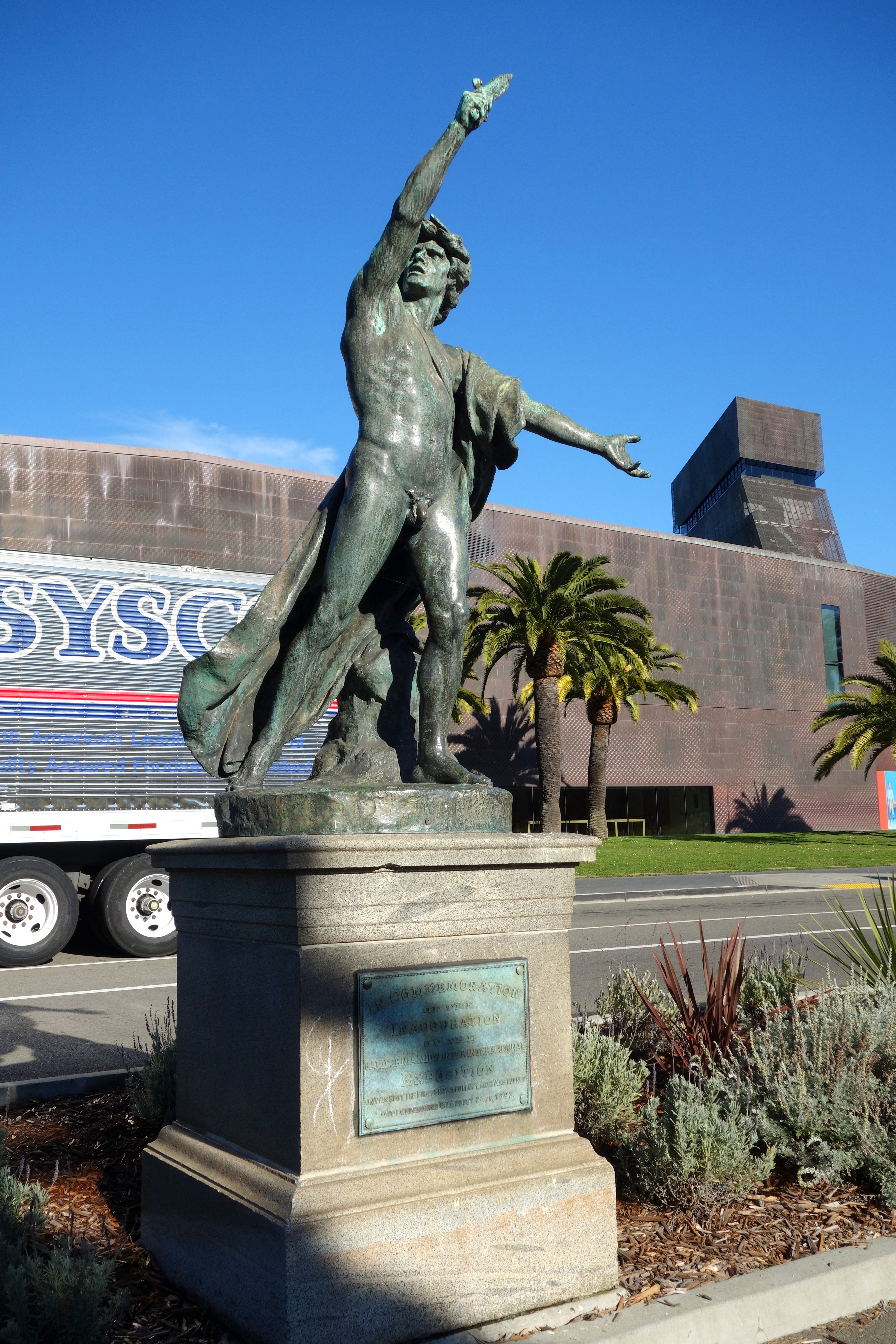
Romeins gladiator (1881)

Gustave Theodorus Georgius (Georges) Geefs (Antwerpen, 20 november 1850 – Berchem, 4 december 1933) was een Belgisch beeldhouwer en kunstschilder. Hij wordt ook vermeld als Joris Geefs.

## Leven en werk
Georges Geefs, lid van de kunstenaarsfamilie Geefs, was een zoon van Jozef Geefs en Adèle Roelandt. Zijn vader en ooms Willem, Aloys, Jean, Théodore, Charles en Alexandre Geefs waren allemaal beeldhouwer en ook Joris koos voor dit vak. Zijn broer Eugène Geefs werd, net als hun grootvader Lodewijk Roelandt, architect. Georges werd opgeleid door zijn vader en vanaf 1863 aan de Koninklijke Academie voor Schone Kunsten van Antwerpen, als leerling van Jean Rousseau en Arthur Goemaere. Hij ontving een aantal prijzen aan de Academie. In 1872 dong hij mee naar de Prix de Rome, die werd gewonnen door Jean Cuypers. Geefs vervolgde zijn opleiding aan de École des beaux-arts in Parijs, als leerling van Jules Cavelier en Jean-Marie Bonnassieux. In 1877 deed hij opnieuw mee aan de Prix de Rome en ontving een eervolle vermelding voor zijn Chef gaulois fait prisonnier des Romains.
Geefs maakte onder meer buste, allegorische composities en decoratief beeldhouwwerk. Hij maakte mogelijk ook het medaillon voor het graf van zijn ouders op de Schoonselhof, later werd hij er zelf begraven.
In 1876 won hij een wedstrijd van de Maatschappij ter aanmoediging van Schoone Kunsten met een werk met als thema Leonidas aan de Thermopylen zijn krijgsliederen aanwakkerend tot de strijd. Hij werd er ook voor onderscheiden op de Parijse salon (1877) en de Salon van Brussel (1878). Later werd ook zijn Leander, stervend op de oever van de Hellespont bekroond op de Salon van Parijs. Leonidas en Leander werden Geefs bekendste werken. Geefs werkte een aantal malen samen met zijn broer Eugène en maakte beelden voor diens bouwwerken, waaronder dat van het Rijksarchief te Antwerpen (1906). Ook namen ze samen deel aan een prijsvraag voor een monumentale fontein op het Hereplein in de Nederlandse stad Groningen.  Als schilder maakte Geefs aquarellen van Schelde- en havengezichten. Hij nam deel aan diverse tentoonstellingen en ontving onder meer een medaille 1e klas op de wereldtentoonstelling van 1885 in Antwerpen. Geefs was van 1886 tot 1911 hoogleraar anatomie aan de Antwerpse Academie.
Georges Geefs overleed op 83-jarige leeftijd. Hij werd begraven op de Schoonselhof, een jaar later gevolgd door zijn vrouw Adela Maria Michiels (1855-1934).

## Enkele werken
- 1881: Romeins gladiator. Het standbeeld staat sinds 1893 in het Golden Gate Park in San Francisco. Op de plint gesigneerd 'Georges Geefs' en 'Cie Des Bronzes'.[8]
- 1881: marmeren buste van Jozef Geefs, collectie KMSKA.[9]
- 1885: monument ter herdenking van de Franse Furie, Antwerpen. In samenwerking met architect Frans Van Dijk.
- 1886: Leander, stervend op de oever van de Hellespont, collectie Koninklijk Museum voor Schone Kunsten Antwerpen (KMSKA).[10]
- 1894: Praalgraf voor Léopold de Wael op het Kielkerkhof van Antwerpen, in samenwerking met Eugène Geefs. Het is later overgebracht naar de Schoonselhof.[11]
- 1899: Zomer, allegorisch beeld voor het Grand Hôtel Métropole in Antwerpen. Aan de andere zijde de Lente van Jules Weyns.[12]
- 1900: Engel, verguld bronzen beeld op het fronton van het door Eugène Geefs herbouwde huis Den Engel, aan de Grote Markt in Antwerpen.[13]
- 1901-1902: Sint-Matthias, verguld bronzen beeld op het fronton van het door Eugène Geefs herbouwde huis De Mouwe, aan de Grote Markt in Antwerpen.[14]
- 1906: Clio, muze van de geschiedenis op het Staatsarchief aan de Door Vestraeteplaats in Antwerpen, in samenwerking met Eugène Geefs.[15]
- kolommen van het Paleis van Schone Kunsten in Brussel

## Galerij

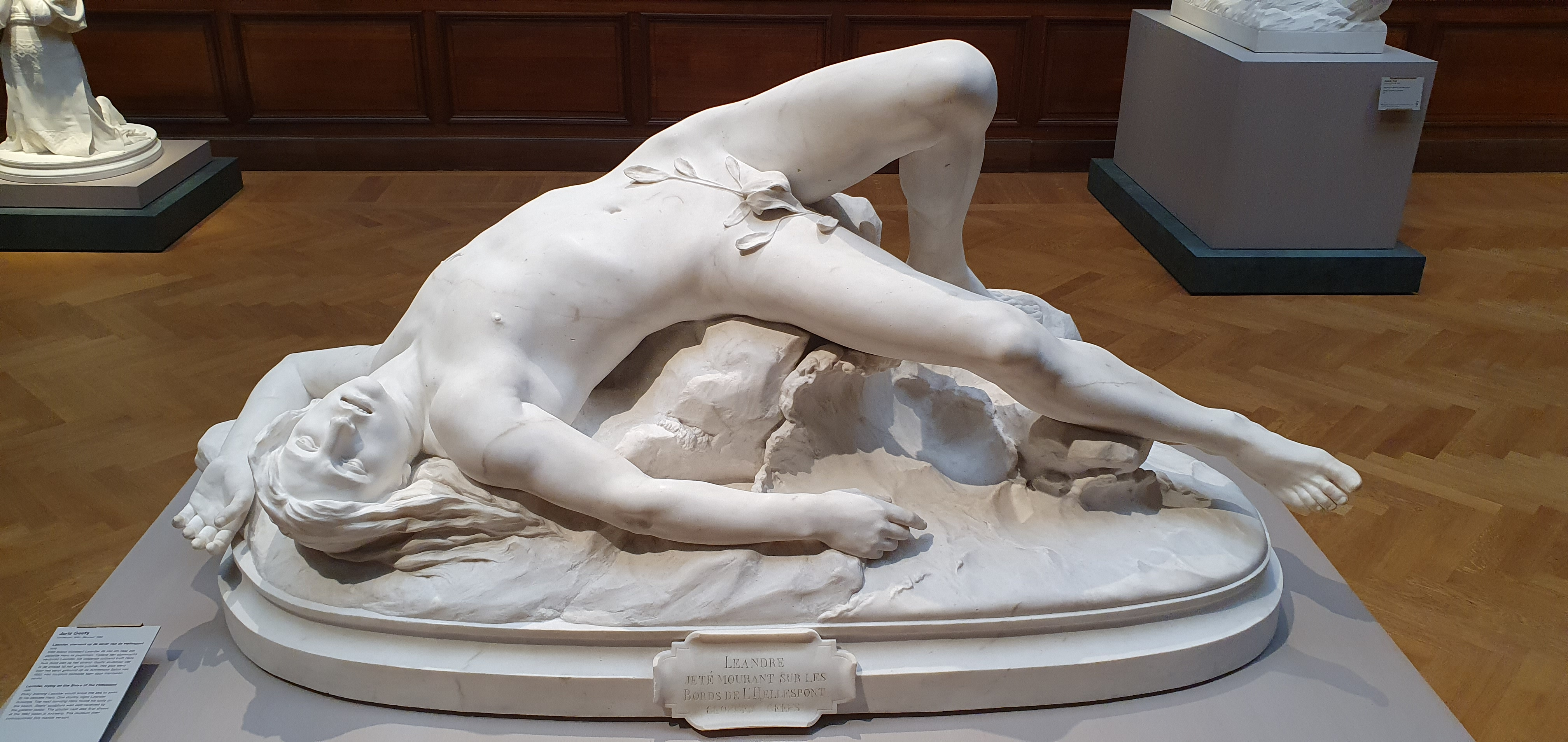
Leander, stervend op de oever van de Hellespont (1886)
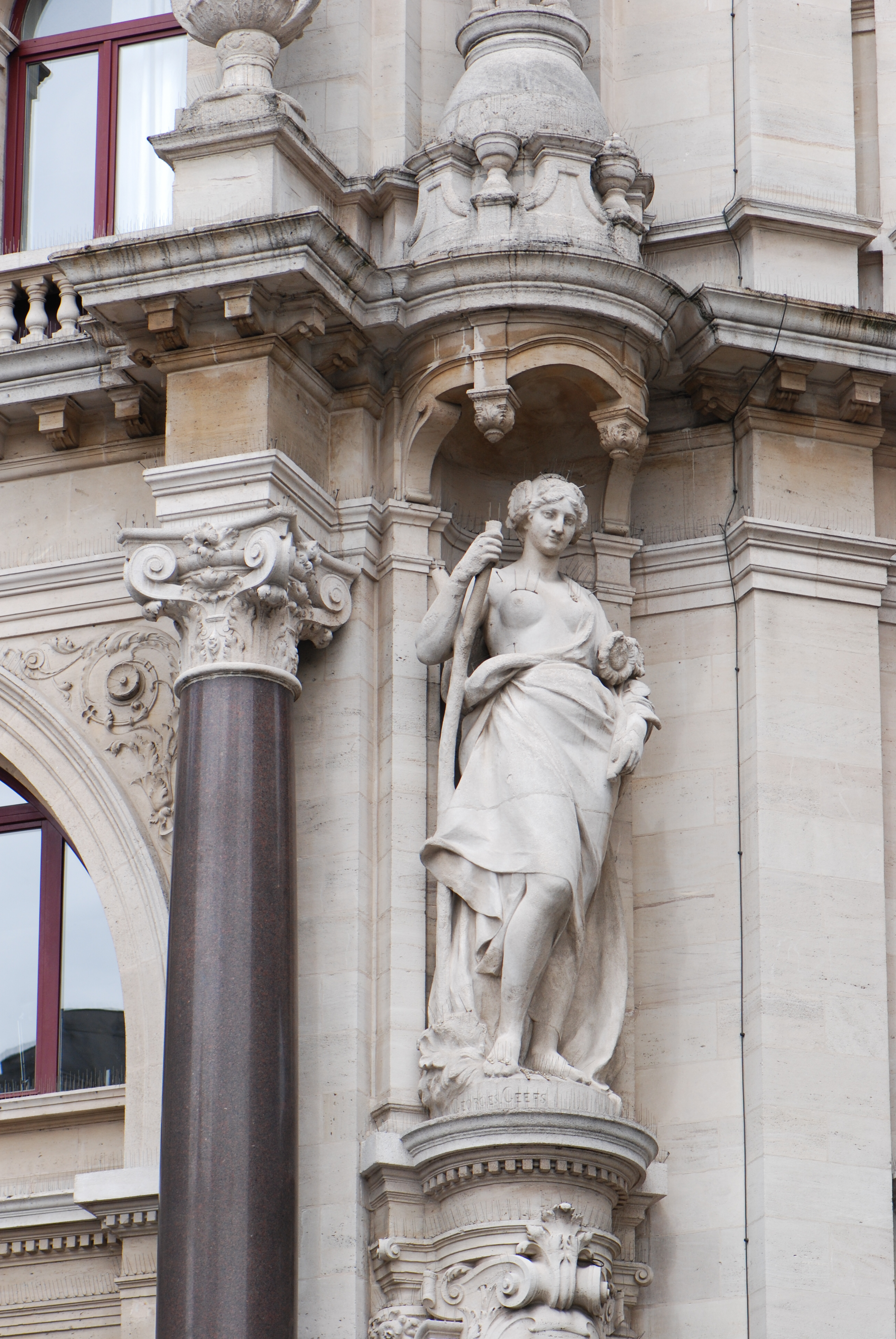
Zomer (1899)
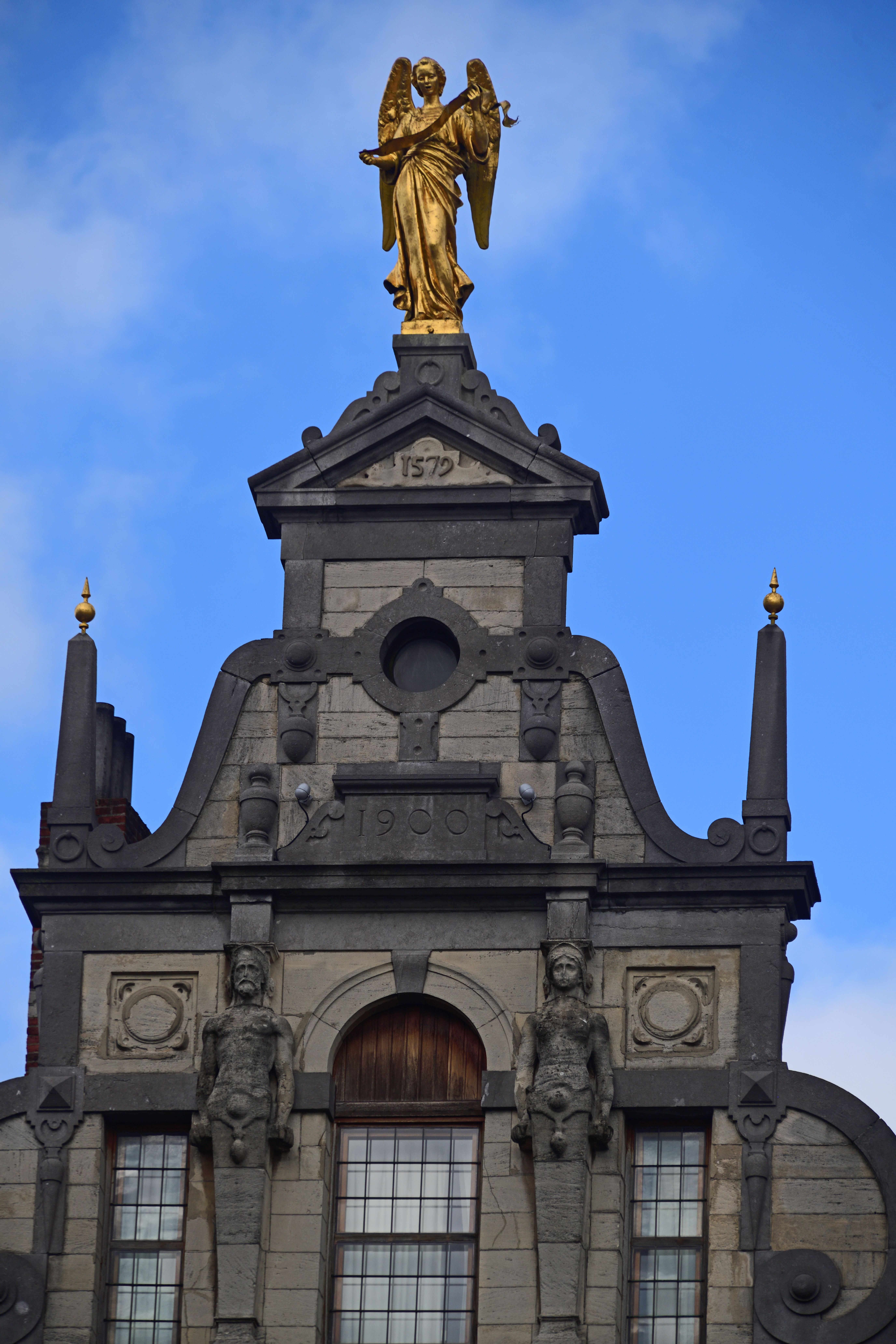
Engel (1900)
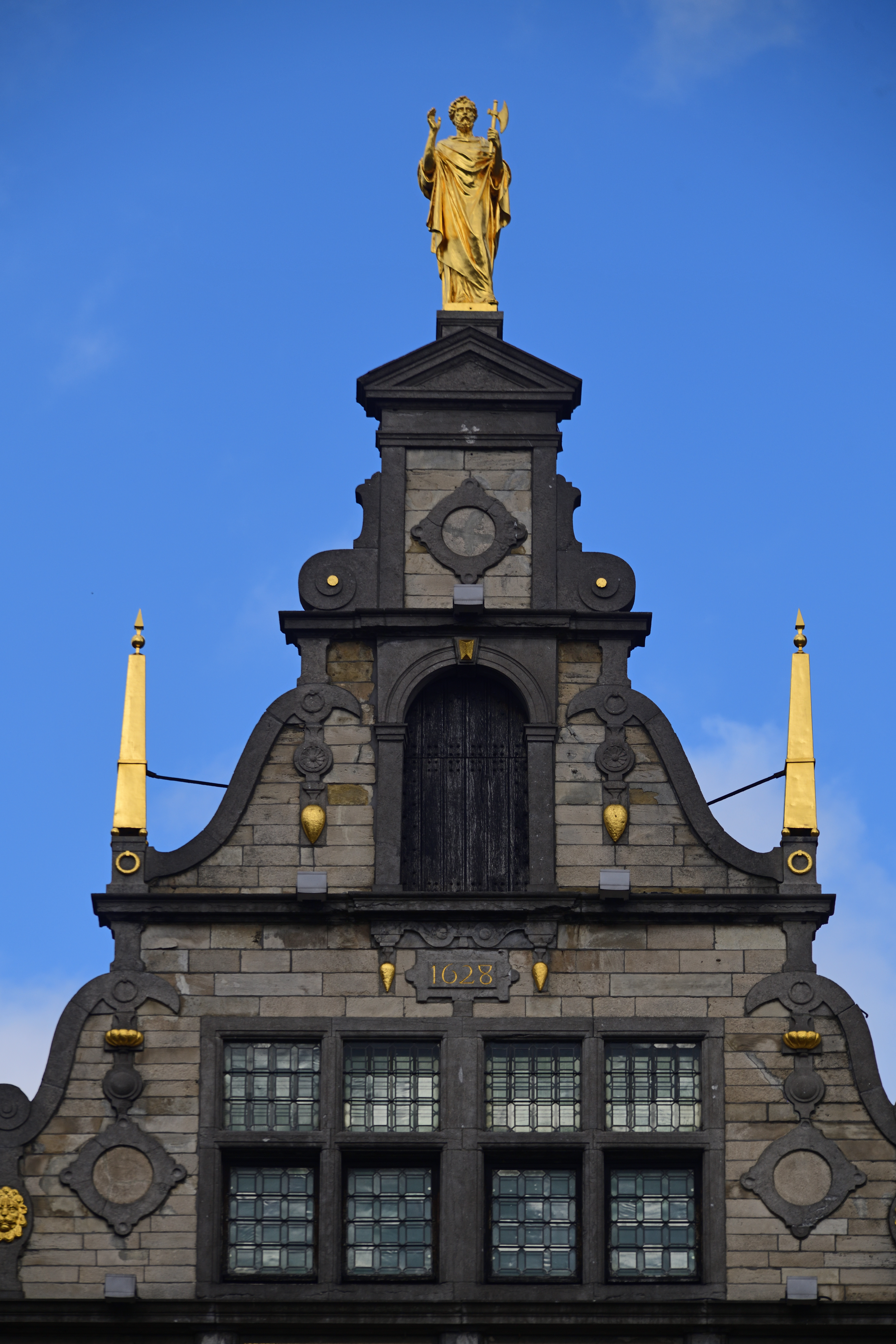
Sint-Matthias (1901-1902)

- RKD-Nederlands Instituut voor Kunstgeschiedenis: 319431
- Virtual International Authority File: 193647858